# Srŏk Ou Ya Dav
Srŏk Ou Ya Dav är ett distrikt i Kambodja.   Det ligger i provinsen Ratanakiri, i den östra delen av landet, 400 km nordost om huvudstaden Phnom Penh. Antalet invånare är 10 898.